# Tiễn đăng tân thoại
Tiễn đăng tân thoại (剪燈新話, nghĩa là Những truyện mới kể lúc đèn khuya hay Chuyện mới lúc tỉa bấc đèn; 1378) là tập tiểu thuyết truyền kỳ do Cù Hựu (瞿佑) biên soạn vào cuối thời Nguyên đầu thời Minh. Toàn bộ sách được chia thành bốn quyển chính và một quyển phụ lục, gồm hai mươi mốt truyện truyền kỳ. Tác phẩm kế tục sách này gọi là Tiễn đăng tân thoại ngoại nhị chủng.

## Bối cảnh và tiền thân
Tiễn đăng tân thoại kế thừa truyền thống của chí quái thời Lục triều và truyền kỳ đời Đường. Vào năm Hồng Vũ thứ 11 (1378), sách đã có bản sao chép. Đến năm Vĩnh Lạc thứ 15 (1417), Cù Hựu đã hiệu đính lại Tiễn đăng tân thoại tại Bảo An. Tác phẩm lúc bấy giờ rất được yêu thích, đến mức bị liệt vào hàng cấm thư và thất truyền. Lý Thời Miễn từng dâng sớ yêu cầu thiêu hủy "Tiễn đăng tân thoại", với lý do: "Tà thuyết dị đoan ngày càng lan rộng, mê hoặc lòng người." Tuy nhiên, triều đình dù cấm nhưng không thể diệt hẳn, Tiễn đăng tân thoại vẫn lưu truyền trong dân gian dưới nhiều hình thức khác nhau. Đến năm 1917, Đổng Khang đã căn cứ vào một bản lưu giữ ở Nhật Bản để khắc in lại tác phẩm này.
Tiễn đăng tân thoại xuất phát từ một loạt các tập truyện Trung Quốc có niên đại từ cuối thời Hán. Những tập truyện Trung Quốc nổi bật có niên đại ít nhất từ thế kỷ 3 bao gồm: Bác vật chí, Sưu thần ký, Tây Kinh tạp ký, Liệt dị truyện, Thế thuyết tân ngữ, U minh lục, Thập di ký, Dậu Dương tạp trở, Thái Bình quảng ký, Di kiên chí, v.v...
Một số truyện dân gian hoặc truyện cổ tích nổi tiếng nhất của Trung Quốc và Đông Á, chẳng hạn như Lý Ký trảm xà, Nhâm Thị truyện, Chẩm trung ký, Nam Kha Thái thú truyện, Lý Oa truyện và Hồng tuyến truyện có thể được tìm thấy trong các tập truyện này.

## Ảnh hưởng
Tiễn đăng tân thoại, một thành công lớn vào thời điểm đó, đã chứng tỏ có ảnh hưởng lớn sau này, vì nó trực tiếp truyền cảm hứng cho một số tác phẩm văn học hư cấu phổ biến nhất ở những nơi khác. Đồng thời trở thành hình mẫu cho tác phẩm hư cấu đầu tiên trong văn học Triều Tiên, Kim Ngao tân thoại, cũng được viết bằng chữ Hán, và cũng là hình mẫu cho bộ Truyền kỳ mạn lục của Việt Nam, cùng Otogi Bōko và Ugetsu Monogatari của Nhật Bản.